# Borgsjön, Jämtland
Borgsjön är en sjö i Ragunda kommun i Jämtland och ingår i Indalsälvens huvudavrinningsområde. Sjön har en area på 1,7 kvadratkilometer och ligger 347 meter över havet. Sjön avvattnas av vattendraget Borgan.

## Delavrinningsområde
Borgsjön ingår i det delavrinningsområde (703368-150138) som SMHI kallar för Utloppet av Borgsjön. Medelhöjden är 395 meter över havet och ytan är 13,76 kvadratkilometer. Räknas de 4 avrinningsområdena uppströms in blir den ackumulerade arean 45,63 kvadratkilometer. Borgan som avvattnar avrinningsområdet har biflödesordning 3, vilket innebär att vattnet flödar genom totalt 3 vattendrag innan det når havet efter 179 kilometer. Avrinningsområdet består mestadels av skog (70 procent). Avrinningsområdet har 1,69 kvadratkilometer vattenytor vilket ger det en sjöprocent på 12,3 procent.